# Тетіївський район
Те́тіївський райо́н — колишній район України у південно-західній частині Київській області. Адміністративний центр — місто Тетіїв. Населення становить 32 361 особу (на 1 жовтня 2013). Площа району 756 км², що становить 2,68 % території Київської області. Існував з 1923 року по 2020. При ліквідації у 2020 році вся територія відійшла до складу Білоцерківського району.

## Географія
На півночі межує з Володарським районом, на сході — зі Ставищенським, на півдні — з Черкаською, а на заході — з Вінницькою областю. Займає площу 75,6 тис. га, в тому числі 60,3 тис. га сільськогосподарських угідь, з яких 53,4 тис. га — рілля.
У геоморфологічному відношенні територія району розташована у межах плато Правобережжя України і займає в ньому найвищі місця — відроги Придніпровської височини, де відмітка відносно рівня моря становить 250—280 метрів, а найвища точка розміщена біля села Високе, де проходить водорозділ.
Тетіївщина має розвинуту гідрогеографічну сітку, загальна протяжність якої становить 257,5 км, є численні водойми, як природні так і штучні. Але найцінніше природне багатство краю — його чорноземи.
Тетіївщина — район сільськогосподарський, де основними напрямками визначені виробництво зернових культур, цукрових буряків у рослинництві, та м'ясо-молочний напрямок у тваринництві.

## Історія
З наукових та історично-дослідницьких джерел Тетіїв відомий з 1185 року, до того поселення називалося Тимошнею. Коли князь половецький Тугорхан віддав свою доньку заміж за великого Київського князя Святополка (ХІ-ХІІ століття) і потомки Тугорхана одержали у спадщину землі Тимошні, то на честь імені половецького князя Течія, містечко стали називати Тетієвом. Щоправда, перші спогади про Тетіїв у письмових джерелах датовані 1514 роком. Однак археологи додали йому ще кілька тисяч років — на Тетіївщині в розорених курганах викопали речі періоду бронзи, а він почався 2 тисячі років до н. е.
Тетіївська земля тяжко пережила Голодомор 1932-33 років, коли вимерло 27 % населення, а по місту Тетієву ця цифра сягнула 37 відсотків. Згодом Німецько-радянська війна обпалила цю землю, забравши життя 3400 воїнів, давши Тетіївщині чотири Героя Радянського Союзу: Антона Бондара (с. Кошів), Сліпанчука К. П. (с. Ненадиха), Степового А. І. (с. Кашперівка), Сікорського С. Х. (с. П'ятигори).
17 липня 2020 року було ліквідовано внаслідок адміністративно-територіальної реформи.

## Адміністративний устрій
Адміністративно-територіально поділяється на 1 міську раду та 22 сільські ради, які об'єднують 33 населені пункти та підпорядковані Тетіївській районній раді. Адміністративний центр — місто Тетіїв.

## Екскурсійні об'єкти
- Каплиця Свейковських (м. Тетіїв)
- Історико-краєзнавчий музей (м. Тетіїв)
- Церква Архістратига Михаїла (с. Росішки)
- Георгіївська церква (с. Софіпіль)
- Покровська церква (с. Скибинці)
- Успенська церква (с. П'ятигори)
- Клуб (Голодьки) (с. Голодьки)

## Природно-заповідний фонд
- Гідрологічний заказник місевого значення Бабині лози.
- Ландшафтний заказник місевого значення Лебединий.
- Ландшафтний заказник місевого значення Попів Хутір
- Ландшафтний заказник місевого значення Урочище Кремез
- Ландшафтний заказник місевого значення Урочище Мазепинці
- Орнітологічний заказник місевого значення Стадницький став
- Заповідне урочище місевого значення Таліжинецький ліс
- Ботанічна пам'ятка природи місевого значення Круглик
- Гідрологічна пам'ятка природи місевого значення Кошівські джерела
- Парк-пам'ятка садово-паркового мистецтва Дубовий гай
- Парк-пам'ятка садово-паркового мистецтва П'ятигірський
- Парк-пам'ятка садово-паркового мистецтва Чагари

## Відомі люди

### Народились
- Л. І. Похилевич — видатний історик та дослідник (с. Горошків),
- В. С. Рогаль — художник, член Спілки художників Росії (м. Тетіїв),
- І.Я. Романовський - професор, доктор технічних наук (м. Тетіїв),https://elibrary.nuft.edu.ua/library/TopicDescription?topic_id=19289
- Степан Яремич — визначний мистецтвознавець, художник (с. Галайки),
- Л. В. Мацієвська-Моринець — народна артистка України (с. Кашперівка),
- Д. А. Фішман — професор, Герой Соціалістичної Праці, лауреат Ленінської премії, тричі лауреат Державної премії СРСР (Тетіїв),
- Іван Драч — письменник, Герой України, лауреат Державної премії України та Державної премії СРСР (с. Теліжинці),
- М. І. Кравчук — письменник, член Національної спілки письменників України (с. Ситківці),
- О. І. Єрмолаєв — письменник, член Національної спілки письменників України (с. Кашперівка),
- Василь Бондар — письменник, член Національної спілки письменників України (с. Теліжинці),
- Валерій Герасимчук — письменник, член Національної спілки письменників України (с. Денихівка),
- Г. В. Кирилюк — письменник (м. Тетіїв).

## Політика
25 травня 2014 року відбулися Президентські вибори України. У межах Тетіївського району було створено 35 виборчих дільниць. Явка на виборах складала — 68,18 % (проголосували 18 555 із 27 213 виборців). Найбільшу кількість голосів отримав Петро Порошенко — 48,68 % (9 033 виборців); Юлія Тимошенко — 23,06 % (4 279 виборців), Олег Ляшко — 15,27 % (2 834 виборців), Анатолій Гриценко — 5,10 % (946 виборців). Решта кандидатів набрали меншу кількість голосів. Кількість недійсних або зіпсованих бюлетенів — 0,89 %.